# Rue Voltaire (Suresnes)
Pour les articles homonymes, voir Rue Voltaire.
La rue Voltaire est une voie de communication située à Suresnes (Hauts-de-Seine).

## Situation et accès

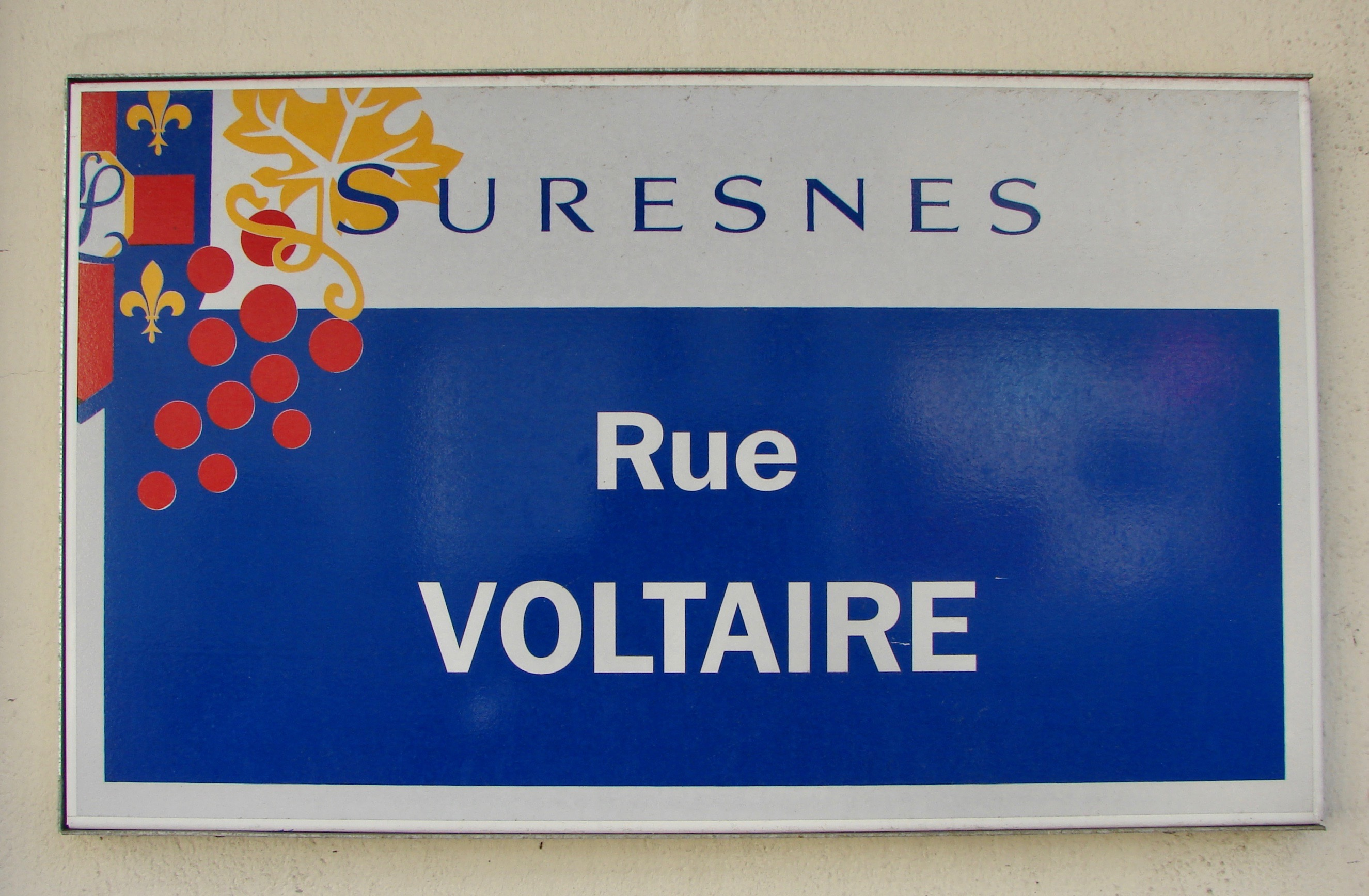
Plaque de la rue Voltaire.

Se dirigeant vers le nord-est, cette rue marque notamment le point de départ de la rue Danton, de la rue du Capitaine-Ferber et de la rue du Chevalier-de-la-Barre.
Longeant alors, sur sa gauche, le cimetière éponyme, et rencontrant de biais, sur sa droite, la rue Roger-Salengro, elle suit alors une pente douce le tracé la ligne de Paris-Saint-Lazare à Versailles-Rive-Droite, en contrebas de laquelle elle se termine au viaduc des Cinq-Arches, à l'angle de la rue des Bas-Rogers, qui suit la route départementale 104.

## Origine du nom
Elle porte le nom de l'écrivain français François Marie Arouet, dit Voltaire (1694-1778).

## Historique
L'ancien nom de cette voie, « rue des Très-Bourgeois » ou « Trébourgeois », est encore porté par la Cité des Très-Bourgeois, une cité HLM voisine,.
Le renommage a lieu en 1898-1899. La municipalité souscrit en effet aux demandes de la Société de libre-pensée en rebaptisant plusieurs voies de la commune. La commission municipale chargée du dossier jongle alors entre la nécessité d'accorder la priorité à perpétuer le souvenir des habitants de Suresnes et « à celui des citoyens de la IIIe République s’étant illustrés dans la défense des libertés publiques », certains lieux-dits originels comme ici disparaissant,.
En 1920, l'architecte Maurice Payret-Dortail est chargé de construire un groupe scolaire sur un ancien terrain agricole d'1,3 hectare du plateau nord de Suresnes, entre la rue Voltaire, le chemin des Cherchevets et la rue de la Liberté. Il s'agit de l'actuel lycée Paul-Langevin, inauguré en 1927. En 1930, le segment de la rue Voltaire situé devant l'établissement scolaire prend le nom de son architecte, décédé l'année précédente.

## Bâtiments remarquables et lieux de mémoire
En descendant la rue.
- Chapelle Saint-Louis de Suresnes, construite en 1939.
- Cimetière Voltaire de Suresnes, autrefois appelé nouveau cimetière des Bas-Rogers. Une entrée secondaire est située rue Danton[6].
- Viaduc des Bas-Rogers ou pont des Cinq Arches, construit en 1886, et sur lequel passe la ligne ferroviaire des Moulineaux.

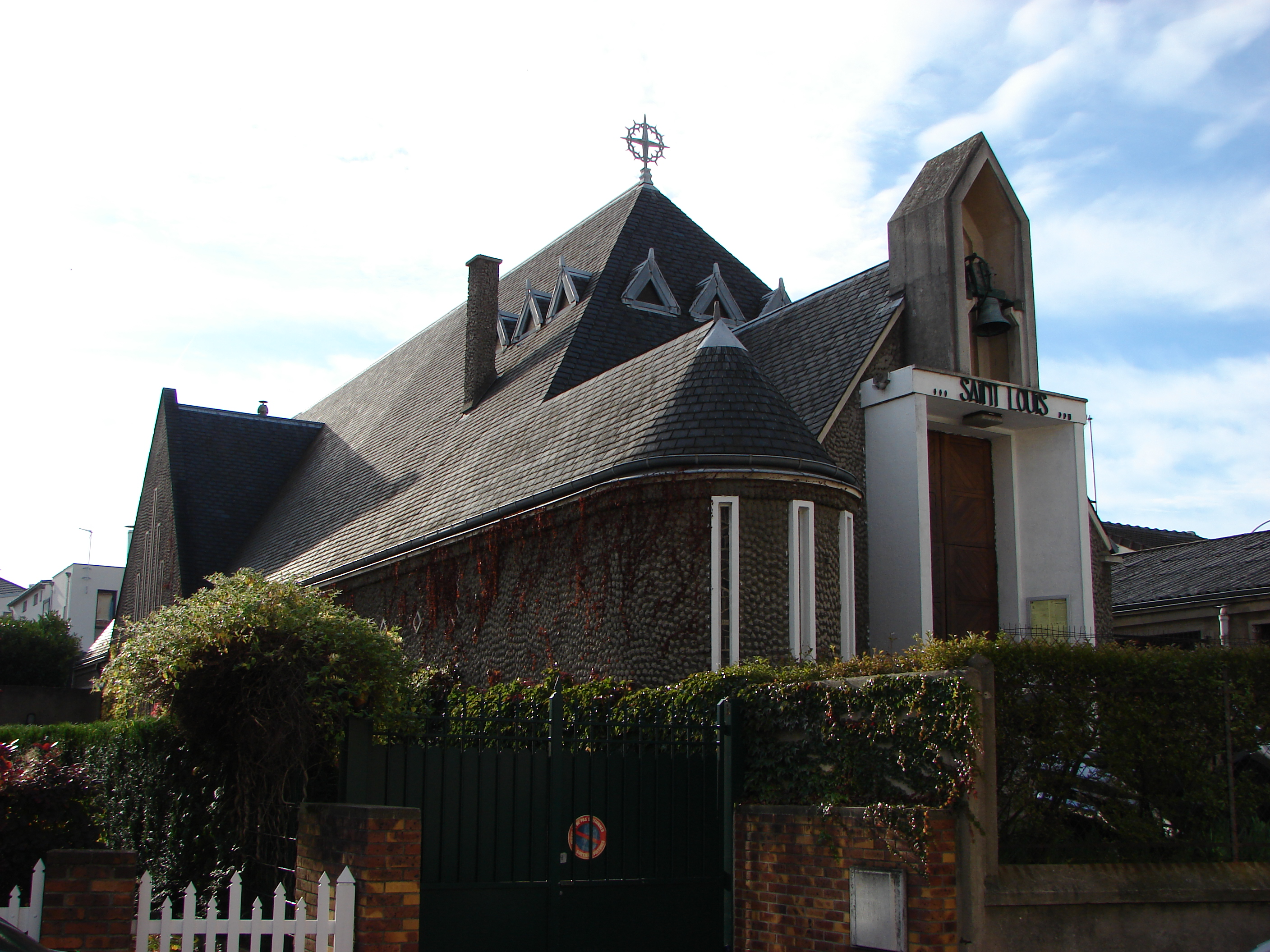
La chapelle Saint-Louis.
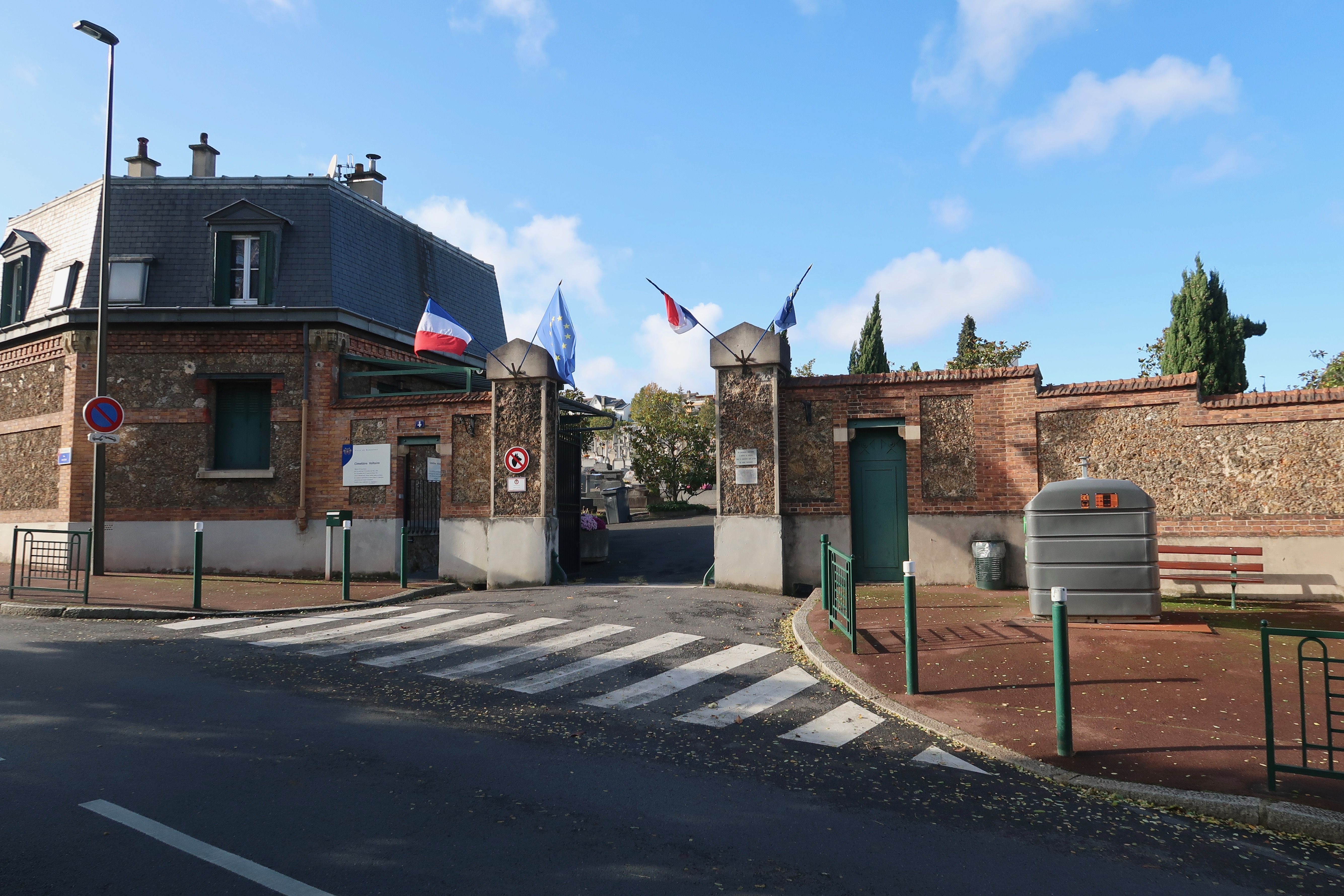
Entrée du cimetière.
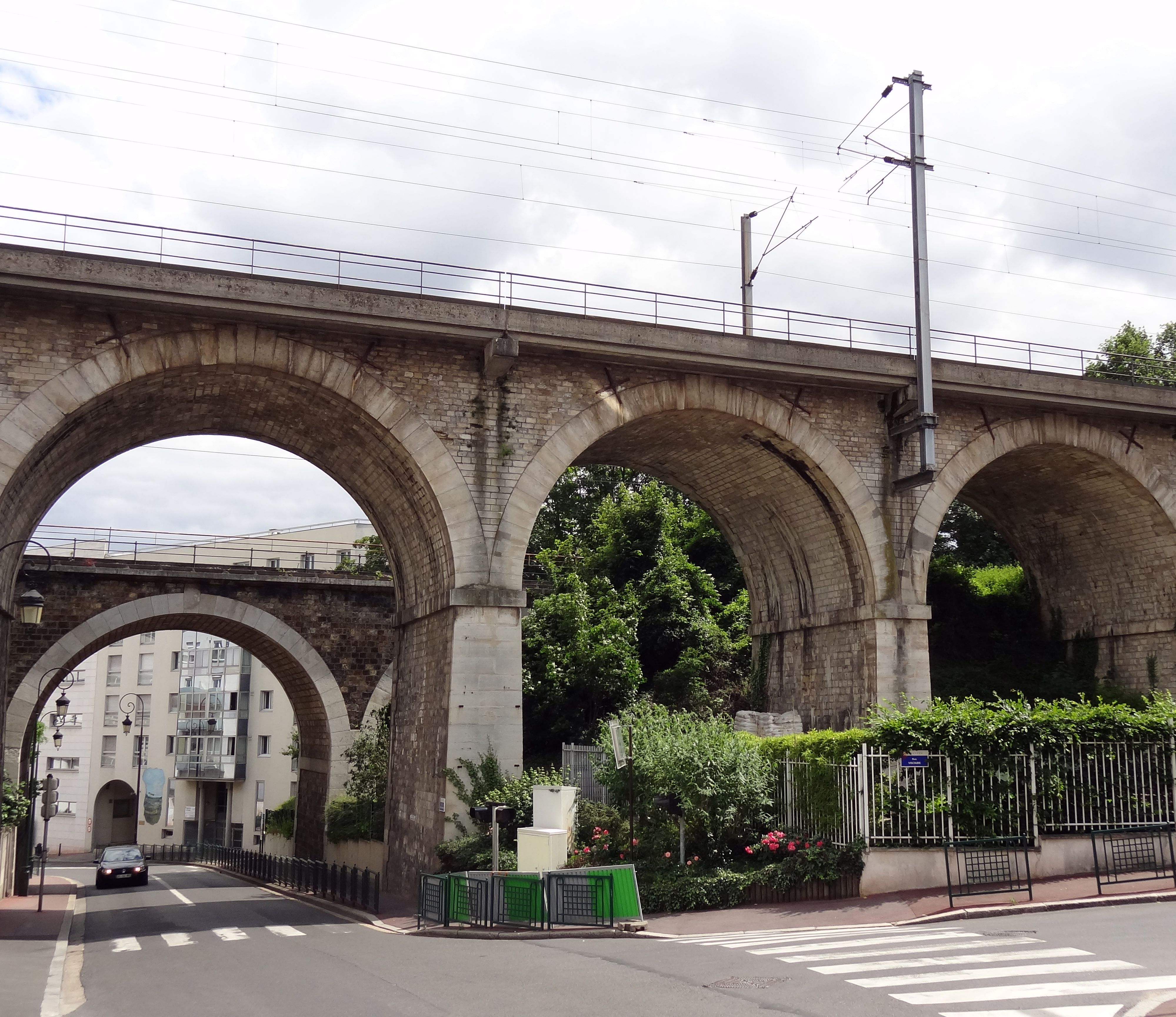
Le viaduc des Bas-Rogers.